# Szelce Kecs
Szelce Kecs (macedónul: Селце Кеч, albánul Selca e Keqe) település Észak-Macedóniában, a Pologi körzet Bogovinyei járásában.

## Népesség
| Lakosok száma | 243  | 275  | 263  | 328  | 415  |      | 308  | 212  | 86   |
|               | 1948 | 1953 | 1961 | 1971 | 1981 | 1991 | 1994 | 2002 | 2021 |

2002-ben 212 lakosa volt, akik közül 211 albán és 1 egyéb.